# エドウィン・シェリン
エドウィン・シェリン（Edwin Sherin、1930年1月15日 - 2017年5月4日）は、アメリカ合衆国の映画監督。
ペンシルベニア州ハリスバーグ出身。2017年5月4日に、カナダのノバスコシア州ロックポートにて死去。87歳没。

## 作品
- LAW & ORDER:性犯罪特捜班 シーズン1
- デンジャラス・ウーマン
- ホミサイド/殺人捜査課 第6シーズン
- ホミサイド/殺人捜査課 第5シーズン
- ホミサイド/殺人捜査課 第3シーズン
- グッドラック・サイゴン
- ストリート・ガール/天使の堕ちた街
- レナ/約束の地を求めて
- 追撃のバラード